# Reprezentacja Ukrainy na Mistrzostwach Europy w Wioślarstwie 2008
Reprezentacja Ukrainy na Mistrzostwach Europy w Wioślarstwie 2008 liczyła 38 sportowców. Najlepszymi wynikami było 1. miejsce w czwórce podwójnej i dwójce podwójnej kobiet.

## Medale

### Złote medale
dwójka podwójna (W2x): Kateryna Tarasenko, Jana Dementiewa
czwórka podwójna (W4x): Switłana Spiriuchowa, Ołena Ołefirenko, Natalija Lalczuk, Tetiana Kolesnikowa

### Srebrne medale
Brak

### Brązowe medale
jedynka (M1x): Kostiantyn Zajcew
dwójka podwójna (M2x): Artem Morozow, Witalij Krywenko
czwórka podwójna (M4x): Serhij Hryń, Wołodymyr Pawłowśkyj, Ołeh Łykow, Serhij Biłouszczenko

## Wyniki

### Konkurencje mężczyzn
- jedynka (M1x): Kostiantyn Zajcew – 3. miejsce
- dwójka podwójna (M2x): Artem Morozow, Witalij Krywenko – 3. miejsce
- dwójka podwójna wagi lekkiej (LM2x): Ołeksandr Serdiuk, Walerij Czykyrynda – 13. miejsce
- czwórka bez sternika (M4-): Maksym Koncewyj, Andrij Iwanczuk, Iwan Tymko, Artem Moroz – 6. miejsce
- czwórka podwójna (M4x): Serhij Hryń, Wołodymyr Pawłowśkyj, Ołeh Łykow, Serhij Biłouszczenko – 3. miejsce
- ósemka (M8+): Andrij Pryweda, Ołeksandr Pachomow, Iwan Bałandin, Mykoła Bałandin, Rusłan Piałkin, Dmytro Prokopenko, Andrij Szpak, Ołeksij Tarasenko, Ołeksandr Konowaluk – 8. miejsce

### Konkurencje kobiet
- jedynka (W1x): Anastasija Kożenkowa – 11. miejsce
- dwójka podwójna (W2x): Kateryna Tarasenko, Jana Dementiewa – 1. miejsce
- czwórka podwójna (W4x): Switłana Spiriuchowa, Ołena Ołefirenko, Natalija Lalczuk, Tetiana Kolesnikowa – 1. miejsce
- ósemka (W8+): Kateryna Moroz, Natalija Huba, Ołena Jaszna, Lubow Staszko, Switłana Nowyczenko, Tetiana Stekolszczykowa, Anna Koncewa, Anna Konotop, Tetiana Dudyk – 6. miejsce